# Гомила (Мирна)
Гомила (словен. Gomila) је насељено место у општини Мирна, регија Југоисточна Словенија, Словенија.

## Историја
До територијалне реорганизације у Словенији била је у саставу старе општине Требње.

## Становништво
У попису становништва из 2011. године, Гомила је имала 84 становника.
| Број становника према пописима | Број становника према пописима | Број становника према пописима |
| ------------------------------ | ------------------------------ | ------------------------------ |
| 1991                           | 2002                           | 2011                           |
| 83                             | 93                             | 84                             |

## Галерија
- Замак "Ланшпреж"
- Римокатоличка капела "Свети Јожеф" у близини замка
- унутрашњост капеле